# Lago Chany
El lago Chany (del ruso: озеро Чаны) es un lago endorreico aislado de Siberia, poco conocido fuera de Rusia. Con una superficie que varía entre los 1.400 y los 2.000 km², es uno de los más extensos del país y del continente. Es un lago de agua dulce de origen glacial que es abastecido por los ríos Chulym (392 km) y Kargat (387 km). Habitualmente poco profundo, su nivel puede fluctuar mucho según las temporadas y los años.
Parece ser que antes el lago tenía un ciclo y cada 30-35 años su nivel de agua subía suficientemente y cubría una extensa zona hacia el oeste, constituyendo números lagos salados de pequeño tamaño. El nivel a veces sube bastante y el lago entonces abastece al río Irtysh. Cuando su nivel es bajo, da la impresión de que se trata de varios lagos diferentes.

## Situación
El lago se está situado en el centro de la estepa de Baraba en Siberia occidental, en el óblast de Novosibirsk, en Rusia.

## Ecología
El lago está rodeado de una gran variedad de ecosistemas con numerosas zonas húmedas, pantanos salobres, y distintos tipos de bosques de abedules y álamos temblones.
Las grandes variaciones de nivel típicas de este lago hacen del límite agua-tierra un ecotono especialmente móvil en el espacio y en el tiempo, propicio al mantenimiento de una flora pionera. 
Estas variaciones son medidas por el satélite TOPEX/Poseidon.
Los botánicos descubrieron allí hábitats excepcionales, y la existencia de más de 10 plantas raras que figuran en la lista roja rusa.

## Aves
El lago Chany y la constelación de zonas húmedas y pequeños lagos que lo rodean son un hábitat esencial para el descanso, la cría o la migración de las aves del paleártico. Es una zona nodal de vital importancia para las aves migratorias en Siberia y para todas las aves paleárticas del nordeste europeo en su camino hacia el subcontinente indio. Se han observado 220 especies de aves, lo que representa un 80% de todas las especies susceptibles de frecuentar el sur y el oeste de Siberia. Unos 250.000 patos y fúlicas pueden encontrarse en el lago en verano para, a continuación, buscar lugares de hibernación situados en Europa, África, Oriente Próximo o también en el subcontinente indio. Esto es lo que justifica que una gran parte de la región (364.848 hectáreas) fuese declarada el 13 de septiembre de 1994 como  “water and wetlands areas of international significance” según el Convenio de Ramsar (n.º. ref. Ramsar 680).
Desde hace 25 años, 8 especies de la lista roja rusa han sido puestas para su reproducción en el lago o en los alrededores:
- Oxyura leucocephala
- Himantopus himantopus ((15-20 individuos, pero no todos los años)
- Recurvirostra avosetta (de 10 a 50 parejas)
- Glareola nordmanni (15 a 20 individuos)
- Larus ichthyaetus (110 parejas) ;
- Hydroprogne caspia (200-300 parejas)
- Limnodromus semipalmatus que es frecuente en las orillas y las islas del lago Chany.

En su migración, es frecuentado por al menos siete especies de la lista roja rusa:
- Pelecanus crispus;
- Anser erythropus;
- Pandion haliaetus ;
- Aquila chrysaetos;
- Falco cherrug;
- Falco peregrinus;
- Numenius tenuirostris.

- Wikimedia Commons alberga una categoría multimedia sobre Lago Chany.

- Datos: Q1520895
- Multimedia: Lake Chany / Q1520895